# Jennifer Finnigan
Jennifer Christina Finnigan (ur. 22 sierpnia 1979 w Montrealu) – kanadyjska aktorka telewizyjna.

## Życiorys

### Kariera
Przyszła na świat i dorastała w Montrealu jako córka Diane i
Jacka Finniganów. Jako dziecko była modelką, lecz od zawsze interesowało ją aktorstwo. W szkole średniej chętnie zgłaszała się na ochotniczkę do wszystkich szkolnych przedstawień, a w dodatku pojawiała się w licznych produkcjach lokalnego teatru.
Pierwsze kroki na małym ekranie stawiała w dwóch odcinkach serialu Tajemnicze archiwum Shelby Woo (The Mystery Files of Shelby Woo, 1998) u boku Pata Mority. Potem wystąpiła gościnnie w serialach Big Wolf on Campus (1999), Szalony świat (Student Bodies, 1999), Nikita (La Femme Nikita, 2000), Czy boisz się ciemności? (Are You Afraid of the Dark?, 2000), zanim zagrała postać nieśmiałej Laurie Show w telewizyjnym dramacie kryminalnym Rywalki (The Stalking of Laurie Show, 2000).
Sławę międzynarodową zawdzięcza roli Bridget Forrester, córki Brooke (Katherine Kelly Lang) i Erica (John McCook) w operze mydlanej CBS Moda na sukces (The Bold and the Beautiful, 2000–2004), za którą otrzymała trzykrotnie nagrodę Emmy (2002, 2003, 2004).
W 2005 roku zadebiutowała niewielką rolą na dużym ekranie w komedii High Hopes z udziałem Danny’ego Trejo, Edwarda Furlonga, Roberta Rodrigueza i Davida Faustino. Karierę telewizyjną kontynuowała w roli ambitnej i twardej pani prokurator Annabeth Chase w serialu CBS Krok od domu (2005–2007).

### Życie prywatne
7 czerwca 2007 poślubiła aktora Jonathana Silvermana, z którym się spotykała od Świąt Bożego Narodzenia 2004. Jej hobby to śpiewanie, taniec swing, pisarstwo, podróże oraz modelarstwo kolejowe.

## Filmografia

### Filmy fabularne
- 2000: Rywalki (The Stalking of Laurie Show, TV) jako Laurie Show
- 2005: High Hopes (alternatywny tytuł Nice Guys) jako Morgan
- 2008: Gra w kolory (Playing for Keeps, TV) jako Nicole Alpern
- 2008: The Coverup (alternatywny tytuł The Thacker Case) jako Nancy Pepper
- 2008: Beethoven 6 – Wielka ucieczka (Beethoven’s Big Break) jako Lisa
- 2011: Conception jako Laurie
- 2013: As w rękawie (Wild Card, TV) jako Eliza Evans
- 2014: Poskromić playboya (The Opposite Sex) jako Stephanie
- 2015: Angel of Christmas (TV) jako Susan Nicholas

### Seriale TV
- 1998: Tajemnicze archiwum Shelby Woo (The Mystery Files of Shelby Woo) jako Christie
- 1999: Big Wolf on Campus jako Vesper
- 1999: Szalony świat (Student Bodies) jako Kim McCloud
- 2000–2004: Moda na sukces (The Bold and the Beautiful) jako Bridget Forrester
- 2000: The Fearing Mind
- 2000: Nikita (La Femme Nikita) jako Dory
- 2000: Czy boisz się ciemności? (Are You Afraid of the Dark?) jako Tara Martin
- 2001: Largo (Largo Winch) jako Tamara Ross
- 2004: Jordan (Crossing Jordan) jako dr Devan Maguire
- 2005, 2007: Martwa strefa (The Dead Zone) jako Alex Sinclair
- 2005–2007: Krok od domu (Close to Home) jako Annabeth Chase
- 2005: Committed jako Marni Fliss
- 2010–2011: We dwoje raźniej (Better with You) jako Madeleine ´Maddie´ Putney
- 2013: Poniedziałki na chirurgii (Monday Mornings) jako dr Tina Ridgeway
- 2014–2016: Tyran (Tyrant) jako Molly Al-Fayeed
- 2017–2018: Ocaleni (Salvation) jako Grace Barrows

## Nagrody
| Rok  | Nagroda                 | Kategoria               | Rola                  | Tytuł serialu TV                 | Rezultat  |
| ---- | ----------------------- | ----------------------- | --------------------- | -------------------------------- | --------- |
| 2001 | Young Artist Award      | Najlepsza młoda aktorka | Bridget Forrester     | Moda na sukces                   | Nominacja |
| 2001 | Soap Opera Digest Award | Najlepsza młoda aktorka | Bridget Forrester     | Moda na sukces                   | Nominacja |
| 2002 | Emmy                    | Najlepsza młoda aktorka | Bridget Forrester     | Moda na sukces                   | Wygrana   |
| 2003 | Soap Opera Digest Award | Najlepsza młoda aktorka | Bridget Forrester     | Moda na sukces                   | Nominacja |
| 2003 | Emmy                    | Najlepsza młoda aktorka | Bridget Forrester     | Moda na sukces                   | Wygrana   |
| 2004 | Emmy                    | Najlepsza młoda aktorka | Bridget Forrester     | Moda na sukces                   | Wygrana   |
| 2015 | Canadian Screen Award   | Najlepszy występ        | detektyw Nic Morrison | Handlarze Dziećmi (Baby Sellers) | Nominacja |